# Kościół Narodzenia Najświętszej Marii Panny w Homlu
Kościół Narodzenia Najświętszej Marii Panny w Homlu (biał. Касцёл Нараджэння Найсв. Дзевы Марыі ў Гомелі, ros. Костёл Рождества Пресв. Девы Марии) - świątynia katolicka znajdująca się w Homlu przy ul. Sowieckiej 118.

## Historia
Obecny kościół katolicki mieści się w budynku dawnej Cerkwi Narodzenia Bogurodzicy zbudowanej w 1896 roku na Cmentarzu Nowikowskim. W czasach radzieckich świątynia została odebrana prawosławnym, przebudowana - rozebrano m.in. kopułę - i przekształcona w pracownię artystyczną. W czasie II wojny światowej za zezwoleniem Niemców w budynku zbierali się homelscy katolicy. Po 1945 roku świątynia była wykorzystywana m.in. jako kino. 
Na początku 1990 roku rada miasta przekazała budynek wspólnocie rzymskokatolickiej, która wcześniej zbierała się na modlitwę w kaplicy na Cmentarzu Nowobielickim. Wtedy rozpoczął się remont i przebudowa świątyni, które zostały ukończone przed 2000 rokiem. 9 grudnia 2000 roku nowy kościół wyświęcił kardynał Kazimierz Świątek.

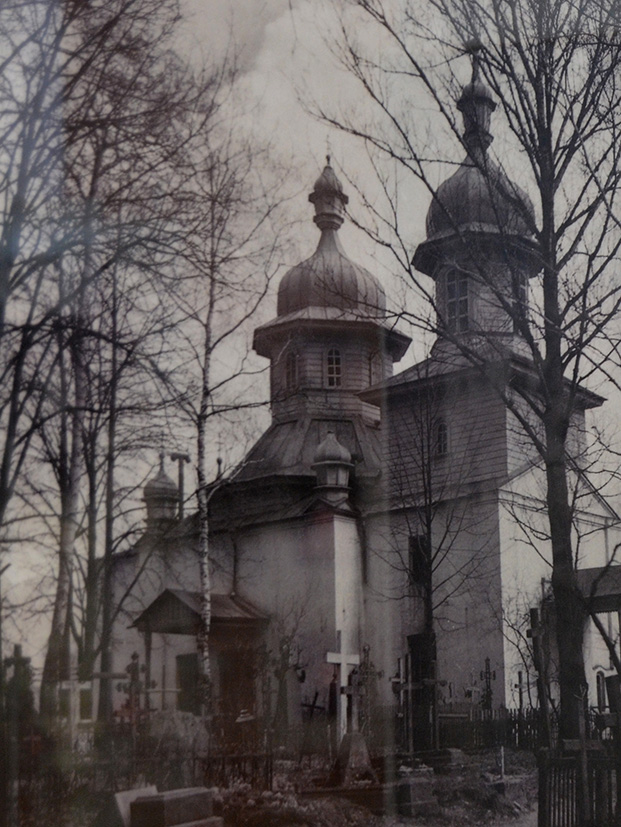
Cerkiew Narodzenia Bogurodzicy na cmentarzu Nowikowskim w 1937 r.